# Александар Јанићијевић
Александар Јанићијевић (1883—1916) био је свештеник из Сибнице, оптужен и обешен у Београду 1916. године.

## Биографија
Александар Јанићијевић био је свештеник из Сибнице, Срез космајски, Округ београдски, епархија београдска. Рођен је 1883. године у Прокупљу. Ухапшен је и предат аустријским властима 18. априла 1916. године. Везан је и доведен у Београд, где је 20. априла 1916. године обешен пред својом децом и Београђанима на Теразијама. Оптужен је за помагање српском народу, односно за саветовање народа да не предаје оружје. У извештајима Војног генералног гувернерства наводи се да је погубљен по војном закону у августу 1916. године.
Од 1935. до 1943. године данашња улица Милана Кашанина (део некадашње Палмотићеве улице, од улице Џорџа Вашингтона до улице Булевар деспота Стефана) у Београду носила је његово име.
У порти цркве Светог Николе на Новом гробљу налази се споменик свештенику Александру Јанићијевићу.